# Velodromo Sempione
Das Velodromo Sempione war eine Mehrzwecksportanlage in Mailand. Sie bestand von 1914 bis 1930. Neben der Rasenfläche war auch eine Radrennbahn vorhanden.
Neben Radrennen und Rugbyspielen fanden von 1914 bis 1920 die Heimspiele des AC Mailand im Velodromo Sempione statt.

## Geschichte
Das Velodromo Sempione hatte zwei mit Holz verkleidete Tribünen auf den Geraden und zwei gebogenen Betonstufen. Die Radrennbahn war unter anderem auch Teil der Lombardei-Rundfahrt.
Die AC Mailand trug von 1914 bis 1920 seine Heimspiele im Velodromo Sempione aus. Mit einem 3:3 im Freundschaftsspiel gegen den Karlsruher FC Phönix wurde die Spielstätte eingeweiht. Auch die italienische Nationalmannschaft trug zwei Länderspiele hier aus. Im Jahr 1920 den 9:4-Sieg gegen Frankreich und 1922 das 3:3 gegen Österreich.
Im Jahr 1930 wurde das Velodromo Sempione abgerissen und durch das Velodromo Maspes-Vigorelli (Vigorelli-Bahn) ersetzt, welche 1935 wenige Meter neben der ehemaligen Radrennbahn gebaut wurde.